# 山梨県道20号甲斐早川線
山梨県道20号甲斐早川線（やまなしけんどう20ごう かいはやかわせん）は、山梨県甲斐市から同県南巨摩郡早川町に至る主要地方道（山梨県道）である。別名、南アルプス街道。

## 概要
起点は交通量の多い国道20号竜王立体となる。県道は西の山側へ向うが、県道とは逆側の甲府方面へ国道52号が延びる。この接続する道路はユーザーにとっては一本の道路として見なされ、南アルプス市側からは竜王方面や甲府方面にアクセスする場合に多く用いられている路線である。
古くからある大型パチンコ店から、1990年代から釜無川に架かる信玄橋まで順次拡張工事が行われた区間を走行する。信玄橋手前は両端区間が付け替え前は狭隘な区間であったが、現在は改良された区間となっている。信玄橋は旧橋の北側に1992年に架け替えられ、両側に歩道を持つ幅の広い橋となったが、旧橋は2車線とはいえ車線幅が狭かった上に芦安方面から間断なく通行するダンプ等大型車で路面の磨耗が激しく、通行に支障をきたしていた。トラス橋であったため拡幅は難しく、架け替えとなった。
信玄橋を渡ると旧八田村区間となり、徐々に御勅使川の作った扇状地を高度を上げて登っていく。2006年に釜無川西岸へ移転し、放置された状態の旧山梨県運転免許センターを通過し、国道52号バイパス甲西道路および中部横断自動車道と交差すると旧白根町区間に入る。
旧白根町区間に入ると、路線はひたすら直線で西へ扇状地を緩やかに登る形となる。この道路は御勅使川が作り出した旧流路をそのまま道路に転用したものである。また交通量が比較的多く、オギノやサンロードなどの店舗が多い区間となる。六科交差点で国道52号と直交した後、徳島堰まで直線となるがこのまま芦安や韮崎方面へ向かう多くのユーザーはここで県道を離れ、右折して山梨県立わかば支援学校手前で90度カーブする道へ入る。この道は芦安入口交差点で山梨県道12号韮崎南アルプス中央線と直交し、再び県道20号となる。
山梨県道20号は「南アルプス街道」の愛称があるが、このわずかな区間の部分のみ愛称の指定区間が県道を外れ、この道が「南アルプス街道」の愛称を指定されている。現道はそのまま少し南へ折れる形で直進し、源のT字交差点で北へ曲がり、少しの間に県道12号と共有区間となる。芦安入口交差点で県道12号と別れ、再び西へ向かいしばらくすると旧芦安村区間となる。
旧芦安村区間に入ると御勅使川と併走する形となる。上流に入ると走路を川の北縁南縁へと何度か変え、芦安小学校付近で2車線区間が終了すると、現時点での終点となる。県告示における終点である早川町までは2024年の時点では未開通区間となっている。
なお、山梨交通がJR甲府駅から国道52号および県道20号に完全に添う形で定期バスを運行しているが、夏の登山シーズンのみ県道20号を越えて更に奥の夜叉神峠、広河原方面へ向う路線を設定している。県道20号より奥の夜叉神峠へ向う区間は一般車通行禁止となっており、この路線バスが唯一の交通機関となる。

### 路線データ
- 起点 : 山梨県甲斐市竜王新町字新堰端1261番の1地先[2]（竜王立体、国道20号・国道52号交点）
- 終点 : 山梨県南巨摩郡早川町奈良田字鰍水1053番の247地先[2]
- 路線延長 : 21.0880 km[2]

## 歴史
本路線は、道路法（昭和27年法律第180号）第7条の規定に基づき、一般県道として1958年（昭和33年）に中巨摩郡芦安村芦倉から同郡竜王町に至る一般県道として認定された芦倉竜王線（整理番号19）を起源とする。
1976年（昭和51年）の主要地方道指定に伴い1977年（昭和52年）に起終点を入れ替えて竜王芦安線（整理番号20）に改称。
2003年（平成15年）に終点の芦安村が合併に伴って南アルプス市となった際には特段の変更は加えられなかったが、2004年（平成16年）9月1日に起点である山梨県中巨摩郡竜王町の合併により甲斐市となったことに伴って路線名が甲斐芦安線に変更されるなどの変更を経てきた。
沿線自治体では、終点である南アルプス市芦安芦倉（かつての中巨摩郡芦安村芦倉）から南巨摩郡早川町奈良田の山梨県道37号南アルプス公園線にかけてを結ぶ「南アルプス周遊道路」の整備を求める声が少なくとも2008年（平成20年）より挙がっており 、2014年（平成26年）にトンネルを中心とした道路改良事業である「早川・芦安連絡道路」として事業化され、2015年（平成27年）4月1日には甲斐芦安線を一旦廃止し、同日、新たに甲斐早川線として認定した。

### 早川・芦安連絡道路の整備
前述の通り、2014年に事業化された。事業の背景として昭和時代からの構想があり、2001年に当時の峡南・峡西自治体11町村により「南アルプス周遊自動車道路整備促進期成同盟会」が設立されている。ただし、規模の大きさから財源の確保が課題とされてきたが、リニア中央新幹線の工事に伴う発生土をトンネル前後の周辺道路の盛土として活用する事でコストの縮減が見込まれることに加え、リニア新幹線を整備するJR東海による一定の財源補填を見込める見通しが立ったことから、整備を決断したとされる。
想定規模として、延長は早川町奈良田のカッパ沢付近（山梨県道37号線交点）から南アルプス市芦安芦倉の曽根沢付近を結ぶ約4～5km（うちトンネル約3～4km）で構成され、2車線で整備を想定する。事業費規模は約70～80億円としている。
整備効果として、特に早川町の奈良田地区は県道37号線で身延方面から北上するルートに限られており、災害時には孤立しやすいリスクが伴っていた。また、現状は県道37号線は奈良田以北は例年11月から6月までは冬季閉鎖の上に、シーズン中もマイカー通行規制が敷かれるため、実質的に通年で一般車の北上ができない。同様に芦安側から山梨県営南アルプス林道が広河原まで通じているが、こちらも冬季閉鎖の上にマイカー通行規制により、奈良田・芦安間の移動は実質通年にわたって中部横断自動車道・国道52号経由で約70kmも迂回する必要が生じている。
この道路が開通する事により、早川・芦安の両地区が約4kmの道路で直結され、地域連携や災害時の救助物資の輸送、救急医療体制の確立が図られる。また、南アルプスを周遊する観光ルートが確立し、奈良田温泉や広河原などへのアクセスが容易になる事での観光振興などの効果が見込まれる。
なお、2026年度の開通予定だったが、難工事が予想されトンネル掘削に時間を要すことから、現在は2033年度に延期されている。一部の道路改良工事は2021年度から始まっており、トンネル工事は2025年度から着手する予定である。

## 路線状況

### 重複区間
- 山梨県道12号韮崎南アルプス中央線（南アルプス市有野・源交差点 - 芦安入口交差点）

## 地理

### 通過する自治体
- 山梨県
  - 甲斐市 - 南アルプス市 - 中巨摩郡早川町

### 交差する道路
- 国道20号・国道52号（甲斐市竜王・竜王立体、起点）
- 山梨県道116号臼井阿原竜王線（甲斐市竜王・信玄橋東詰交差点）
- 山梨県道118号南アルプス甲斐線（南アルプス市上高砂・信玄橋西詰交差点）
- 国道52号甲西道路（南アルプス市野牛島・野牛島西交差点）
- 山梨県道42号韮崎南アルプス富士川線（南アルプス市六科・六科交差点）
- 山梨県道12号韮崎南アルプス中央線（南アルプス市有野・源交差点）
- 山梨県道12号韮崎南アルプス中央線（南アルプス市有野・芦安入口交差点）
- 山梨県営林道南アルプス線

### 沿線にある施設など
- 甲斐市立竜王西保育園
- 信玄堤
- 南アルプス市立八田中学校
- 南アルプス市役所 八田支所
- 南アルプス市立八田小学校
- 南アルプス市立白根御勅使中学校
- 南アルプス市立芦安小学校
- 南アルプス市立芦安中学校
- 南アルプス市立芦安保育所
- 芦安温泉